# Йовайшас, Альвидас
Альвидас Йовайшас (лит. Alvydas Jovaišas; январь 1942 — май 2008) — литовский шашечный композитор. Призёр  чемпионатов Литвы по шашечной композиции (проблемы — 100). Национальный кандидат в мастера по шашечной композиции.

## Биография
Альвидас Йовайшас по образованию инженер. В 1969 году, после тяжёлой автокатастрофы, стал инвалидом первой группы (остался без обеих ног). После этого работал в области графики.
В шашечной композиции приблизительно с 1998 года. Специализировался по проблемам в международных шашках.
Вошёл в пятерку лучших на международных турнирах, классифицируемых FMJD (Всемирной Федерации шашек): 4 место в конкурсе «FFJD — 2004», 5 место в конкурсе «Lietuva — 2001».
Участник 4 чемпионатов Литвы по шашечной композиции (2002, 2003, 2004, 2006).
Чемпионаты Литвы
3 место:
2002 (раздел проблемы-100), 2004 (раздел проблемы-100), 2006 (раздел проблемы-100).